# Да изчезнеш за 60 секунди
„Да изчезнеш за 60 секунди“ е екшън филм на режисьора Доминик Сена. Участват Никълъс Кейдж (Рандъл Рейнс), Анджелина Джоли (Сара Уейланд) и Джовани Рибизи (Кип Рейнс).
 Внимание:  Текстът по-долу разкрива сюжета на произведението (или части от него)!
Рандъл Рейнс е много известен, но вече оттеглил се крадец на коли. След неприятна случка в миналото той изоставя любимите си хора и започва нов живот. Това продължава до момента, в който брат му Кип е нает за голяма поръчка – трябва да бъдат доставени 50 луксозни коли по предварително зададен списък.
Стар приятел на Рандъл отива при него и го преупреждава в какво се е забъркал брат му. Така той е принуден да се върне отново към стария си живот за един последен удар.

## Коментари на критиката
„Да изчезнеш за 60 секунди“ не е нещо ново при екшъните. Филмът има прост, динамичен сюжет и много напрежение. В основата на успеха на филма са звездите – Никълъс Кейдж, Анджелина Джоли и Робърт Дювал. Филмът е създаден, за да развлича и това е едно от най-големите му достойнства.